# كارامانليدس

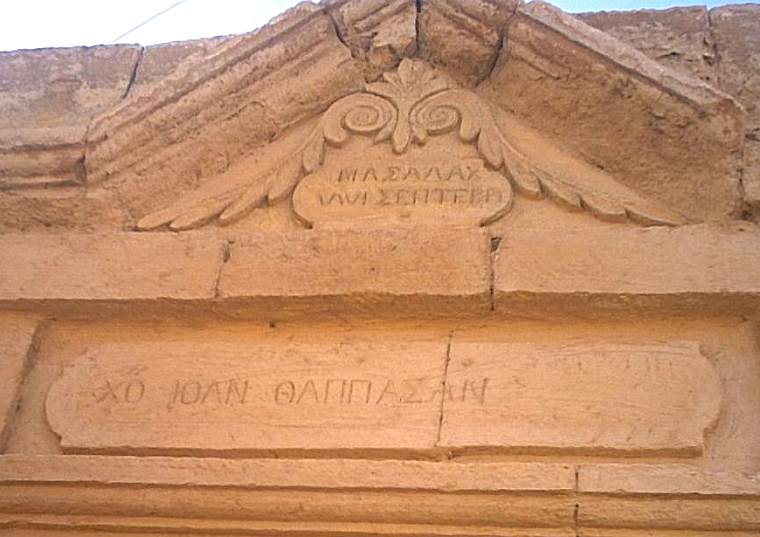
نقش قرمانلي موجود على باب منزل في إينشسو بتركيا.

كارامانليدس (باليونانية: Καραμανλήδες؛ بالتركية: Karamanlılar) هي جماعة أرثوذكسية كبيرة سكنت في منطقة الأناضول خصوصًا في قرامان وكبادوكيا تحدثت اللغة التركية كلغة أم وتبنت القومية التركية منذ القرن السابع عشر بعدما تعرضت لحملات تتريك. وبقت هذه الجماعة في تبعية دينية تحت نفوذ بطريركية القسطنطينية المسكونية. أجبر الكاراماندليس بسبب اتفاقية التبادل السكاني بين اليونان وتركية 1923 على النزوح من الجمهورية التركية. واليوم تعيش أغلبيتهم في اليونان وأمريكا الشمالية وأوروبا الغربية.

## علم أصول الكلمات
كان الكارامانليدس من المسيحيين الأرثوذكس في وسط الأناضول، وكانوا يتحدثون الكارامانليدس التركيَّة كلغتهم الأساسية. والمصطلح هو مصطلح جغرافي، مشتق من مملكة قرمان التي كانت موجودة خلال القرن الثالث عشر. في الأصل كان المصطلح يُشير فقط إلى سكان بلدة قرمان أو من منطقة قرمان.

## اللغة
طُرد كتاب ومتحدثو لغة القرمانلي من تركيا كجزء من التبادل السكاني اليوناني التركي عام 1923. واحتفظ بعض المتحدثين بلغتهم في الشتات. توقف استخدام نموذج الكتابة على الفور بعد أن اعتمدت الدولة التركية الأبجدية اللاتينية.
كما تم العثور على جزء من مخطوطة مكتوبة بلغة القرمانلي في جنيزة القاهرة.

## الأصول

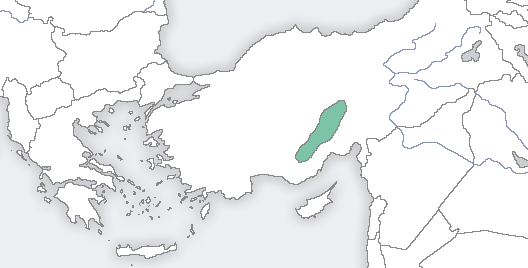
موطن الكارامانليدس التاريخي في الأناضول.

لطالما كانت أصول الكارامانليدس محل نزاع، وهناك نظريتان أساسيتان حول هذا الموضوع. وفقًا للنظرية الأولى، هم بقايا السكان البيزنطيين الناطقين باليونانية والذين، على الرغم من بقائهم أرثوذكسًا، فقد تم تتريكهم لغويًا. النظرية الثانية تقول إنهم كانوا في الأصل جنودًا أتراكًا استقدهم الأباطرة البيزنطيون للإستيطان في الأناضول بأعداد كبيرة واحتفظوا بلغتهم وديانتهم المسيحية بعد الغزوات التركية.
هناك روايات تاريخية عن الأتراك المستقرين الذين يعيشون في الأناضول البيزنطية الذين اعتنقوا المسيحية، ويعتقد أيضًا أن الكارامانليدس هم أتراك مسيحيون اعتنقوا المسيحية ديناً بعد هزيمة البيزنطيين.
كتب المستكشف العثماني أوليا جلبي، الذي زار مجتمعات الكارامانليدس واختبر أسلوب حياتهم بشكل مباشر من ناحية أخرى، أن الكارامانليدس كانوا من أصل تركي وأن لهجتهم التركية لم تكن مختلفة عن لهجة الأتراك المسلمين المحليين. لقد طبعوا الكتب، وخاصة الكتاب المقدس، باللغة التركية ورددوا الترانيم في القرمانلي على الرغم من وجود مجتمعات ناطقة باللغة اليونانية في أحيائهم.
عند رؤية طلبات الكارامانليدس للبقاء في تركيا، حاولت الحكومة التركية إبرام صفقة لإعفائهم من التبادل السكاني ولكن هذا لم يتم قبوله. فقط بابا إفتيم (المولود باسم بافلوس كاراهيساريثيس)، والذي كان أسقفًا أرثوذكسياً، سُمح له بالبقاء في الأناضول. دعم بابا إفتيم، إلى جانب غالبية الكارامانليدس، الجيش التركي خلال الحرب اليونانية التركية. ونُقل عنه قوله: «أنا لست صديقًا للأتراك، أنا تركي ابن أحد أتراك إفتيم. لطالما أوضحت هويتي التركية. يمكن للأجانب أن يكونوا أصدقاء للأتراك. ومع ذلك، فإن ظهور مواطن تركي مثلي على أنه أجنبي والشك في تركية شعبي يؤلمني بشدة. لن أسامح أبدًا الأشخاص الذين لا يدعونني بالتركي».

## ديموغرافيا
أُجبر العديد من الكارامانليدس على ترك منازلهم خلال اتفاقية التبادل السكاني بين اليونان وتركيا 1923. قدرت التقديرات المبكرة عدد المسيحيين الأرثوذكس الناطقين بالتركية المطرودين من وسط وجنوب الأناضول بحوالي 100,000. ومع ذلك، يقول الباحث ستيفان ك.بافلوويتش أنَّ كان عددهم حوالي 400,000 في وقت التبادل.

## ثقافة

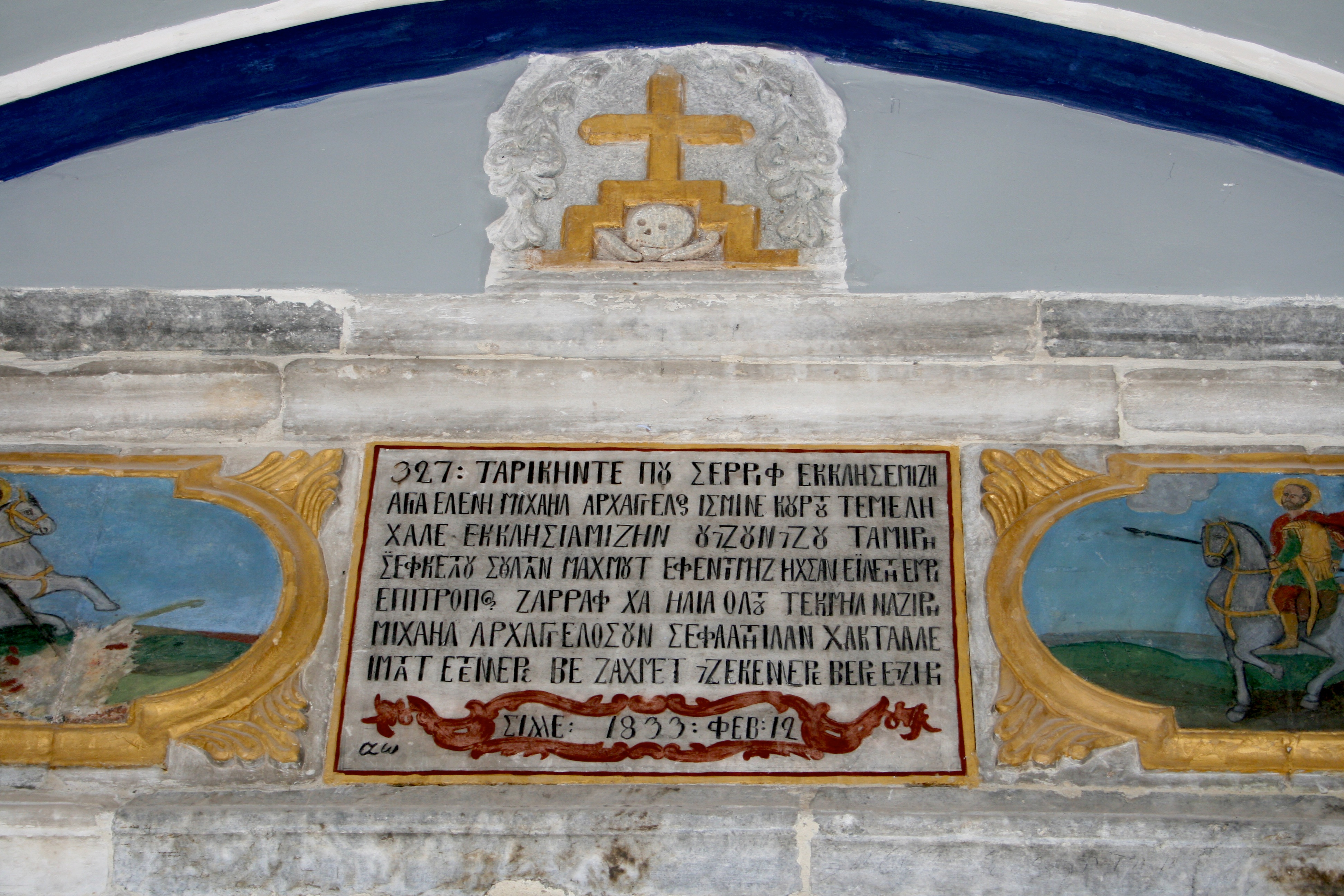
نقش قرمانلي باللغة التركية على مدخل كنيسة الملاك ميخائيل اليونانية الأرثوذكسية السابقة في قرية سيلي، بالقرب من قونية.

مزجت الثقافة المتميزة التي نشأت بين الكارامانليدس عناصر من الثقافة المسيحية الأرثوذكسية مع الثقافة التركية الأناضولية التي ميزت استعدادهم لقبول العادات الأجنبية والانغماس فيها. من القرن الرابع عشر إلى القرن التاسع عشر، تمتعوا بانفجار في الصقل الأدبي. كان مؤلفو القرمانلي منتجين بشكل خاص في الفلسفة والكتابات الدينية والروايات والنصوص التاريخية. يصف شعرهم الغنائي في أواخر القرن التاسع عشر عدم مبالاتهم تجاه الحكومتين اليونانية والتركية، والارتباك الذي شعروا به لأنهم يتحدثون التركية ويدينون بالمسيحية الرومية الأرثوذكسية.
تعود بداية البطريركية الأرثوذكسية التركية المستقلة إلى الحرب التركية اليونانية (1919–1922) حيث عاشت جماعات يونانية أرثوذكسية كبيرة في منطقة الأناضول خصوصًا في كبادوكيا تحدثت اللغة التركية كلغة أم وتبنت القومية التركية منذ القرن السابع عشر بعدما تعرضت لحملات تتريك. وبقت هذه الجماعة في تبعية دينية تحت نفوذ بطريركية القسطنطينية المسكونية. بعد مجمع الأناضول العام للكنيسة التركية الأناضولية (بالتركية:Umum Anadolu Türk Ortodoksları Cemaatleri) تعالت الأصوات لتأسيس كنيسة للأرثوذكس الناطقين باللغة التركية. خصوصًا أن أبناء هذه الجماعة أعتبرت نفسها تركيّة منها «كارامانليدس» الذين عرفوّا عن أنفسهم أنهم أرثوذكس وأتراك. فضلًا عن الكاكوز وهم شعب تركي يعتنق المسيحية على مذهب الأرثوذكسية الشرقية. أجبر الكاراماندليس بسبب اتفاقية التبادل السكاني بين اليونان وتركية 1923 على النزوح من الجمهورية التركية.
عند وصولهم إلى اليونان، واجه الكارامانليدس العديد من حالات التمييز من قبل السكان اليونانيين المحليين. كانوا يسمون «توركوسبوروس»، وهي مصطلح امتهان وتعني البذور التركية. خلال حكم ميتاكاس، عوقبوا بسبب التحدث وتعريف أنفسهم على أنهم أتراك، حيث تم حظر استخدام لغات أخرى غير اليونانية.